# هیرو اوندا
هیرو اُنُدا (به انگلیسی: Hiroo Onoda) (۱۹ مارس ۱۹۲۲ – ۱۶ ژانویه ۲۰۱۴) ستوان دوم ژاپنی بود که در واحد اطلاعات ارتش امپراتوری ژاپن کار می‌کرد. او برای مأموریت جاسوسی از نیروهای آمریکایی در سال ۱۹۴۴ و در جنگ جهانی دوم به فیلیپین فرستاده شد. و حدود ۲۹ سال پس از پایان جنگ با پنهان شدن در جنگل کار خود را ادامه داد. در مارس سال ۱۹۷۴ پس از ملاقات با افسر فرمانده سابق خود از مخفی‌گاهش خارج شد و به ژاپن بازگشت.

## زندگی هیرو اُنُدا
اُنُدا بعد از گذراندن دورهٔ افسری در دسامبر ۱۹۴۴ به جزیره‌ای دورافتاده در لوبانگ فیلیپین اعزام شد. هنگ اعزامی وظیفه حفاظت از یک جزیره که یک منطقهٔ استراتژیک به‌شمار می‌رفت را داشت. مدتی بعد، در ششم ماه اوت سال ۱۹۴۵میلادی، بمب اتمی در شهر «هیروشیما» منفجر شد. سه چهارم شهر ویران شد و حدود هشتاد هزار نفر جان خود را از دست دادند. چهار روز بعد، شهر «ناگازاکی» هم به وسیلهٔ یک بمب اتمی دیگر ویران شد و در چهاردهم اوت همان سال ژاپن تسلیم شد و جنگ جهانی دوم خاتمه یافت.
ولی در سراسر اقیانوس اطلس در جزایر کوچک و دورافتاده دسته‌هایی از سربازان ژاپنی بدون اطلاع از خاتمه جنگ به مبارزه خود ادامه می‌دادند.
جزیره که یک منطقهٔ استراتژیک به‌شمار می‌رفت به وسیله نیروهای متفقین فتح شد و اُنُدا به همراه عده‌ای باقی‌مانده در دسته‌های سه یا چهار نفری به جنگل‌ها پناه بردند. او ۲۹ سال دیگر برای کشورش در جنگ جهانی دوم جنگید.
اکثر این گروه‌های چریکی توسط نیروهای متفقین دستگیرشده و به قتل رسیدند.
دستهٔ اُنُدا متشکل از سه سرباز (یوایچی اکاتسو، سیوچی شیمادا و کینشیچی کونزوکا) به همراه خودش بود. این دسته، با عقب کشیدن به عمق جنگل‌ها و به کمک میوه‌های جنگلی با موفقیت زنده مانده بودند.
او با دقت از مهماتش که روبه کاهش بود نگهداری می‌کرد، غذای او در این مدت موز و نارگیل بود، گاهی پرنده‌ای را به دام می‌انداخت ولی گرسنگی بخش دائمی زندگی او بود.
طی اولین سال‌های اقامتش در جنگل او با دیگر چریک‌های ژاپنی در تماس بود، ولی رفیقانش یکی یکی یا تسلیم شدند یا مردند و برخی از آن‌ها هم خودکشی کردند.
در پنج سال بعد آن‌ها بدون اطلاع از پایان جنگ همچنان از مواضع خود دفاع می‌کردند. در این میان آکاسو (یکی از سربازان) تصمیم به فرار گرفت و کمپ را ترک کرد و به دلیل آنکه در جهت‌یابی مهارت کافی نداشت شش ماه را در جنگل‌ها آواره بود تا بالاخره خود را به سواحل رساند، بعد از این جریان اُنُدا گروه را به عمق بیشتری از جنگل برد چراکه بیم داشت سرباز فراری دستگیر شود و در نتیجه محل کمپ را لو بدهد.
در پنج سال بعدی شیمیدا (یکی دیگر از سربازان) بر اثر بیماری جان می‌سپرد و در نتیجه از آن گروه کوچکِ ۴ نفره، فقط ۲ نفر باقی می‌ماند. تا ۱۷ سال پس از این واقعه اُنُدا به همراه تنها سربازش همچنان در حال جنگهای چریکی بودند.
در اکتبر ۱۹۷۲ بالاخره یک گروه از ژاپن برای بازگرداندن این دو سرباز اعزام شدند. این در حالی بود که دو نفر حتی به گروه اعتماد نداشتند و مرتب مواضع خود را تغییر می‌دادند.
در ساعت ۳بعدازظهر ۱۰مارس۱۹۷۴، گروهبان «اُنُدا» سرانجام جنگ جهانی دوم را متوقف کرد.
رئیس‌جمهور فیلیپین اعمال خلافی را که او انجام داده بود مورد بخشش قرار داد و «اُنُدا» به خانه رفت و دوباره والدین پیر خود را دید،
وی تصمیم گرفت به برزیل برود و پس از اینکه نیمی از عمرش را در جنگ گذرانده بود، فقط می‌خواست آرامش پیدا کند.
او بعد از بازگشت به ژاپن چند مدرسه برای آموزش چگونگی زنده ماندن در شرایط سخت تأسیس کرد.

## تلاش برای بازگرداندن
وقتی اُنُدا و دیگر همراهانش آماده انجام عملیات بودند، از سوی فرمانده پیغامی با این مضمون رسید:
«شما اجازه ندارید مرگ‌تان را با دست خود رقم بزنید. ممکن است سه سال، پنج سال یا بیش‌تر طول بکشد؛ اما ما برای برگرداندن شما می‌آییم. تا آن زمان شما اگر حتی یک سرباز هم برایتان باقی‌مانده بود، باید او را فرمان‌دهی کنید. برای زنده ماندن نارگیل بخورید و تحت هیچ شرایطی به‌طور داوطلبانه جان خود را به خطر نیندازید».
در روزهای پایانی جنگ جهانی دوم، با ورود نیروهای آمریکایی، ارتباط آقای اُنُدا که دیگر ستوان شده بود، با دنیای خارج قطع شد.
قبل از قطع ارتباط، آخرین دستوری که گرفته بود این بود: تسلیم نشو. 
مقامات دولتی چند بار تلاش کردند که اُنُدا را در جنگل بگیرند و بازگردانند اما او به حرفشان گوش نکرد.
بارها هواپیماهای ژاپن بالای سر او اعلامیه‌هایی انداختند که روی آن نوشته شده بود جنگ تمام شده و بهتر است که به کشورش بازگردد. اما او می‌گوید به این اطلاعیه‌ها توجهی نمی‌کرد و فکر می‌کرد این برگه‌ها توطئه دشمن است. او گفت غلط‌های چاپی این برگه‌ها به اندازه‌ای زیاد بود که فکر می‌کرد فقط می‌توانست کار دشمن باشد. بالاخره در سال ۱۹۷۴، یک جهانگرد ژاپنی به نام «نوریو سوزوکی» (Norio Suzuki) اعلام کرد برای پیدا کردن اُنُدا به فیلیپین سفر خواهد کرد. او تنها پس از ۴ روز جستجو موفق شد اُنُدا را پیدا کند. او وقتی این مرد عجیب را از نزدیک ملاقات کرد، سعی کرد برای وی توضیح دهد که جنگ تمام شده‌است؛ اما اُنُدا گفت فقط در شرایطی تسلیم می‌شود که فرماندهش به او دستور دهد. سوزوکی به ژاپن برگشت و فرمانده تانگوچی را که پس از بازنشستگی یک کتاب‌فروشی باز کرده بود، پیدا کرد. او پس از تعریف ماجرا برای فرمانده، همراه او به فیلیپین سفر کرد و در آن‌جا بود که اُنُدا به دستور فرمانده‌اش به ژاپن بازگشت.
او سال ۲۰۱۰ در مصاحبه‌ای به شبکه ای‌بی‌سی گفته بود «همه سربازهای ژاپنی برای مردن آماده بودند، اما من دستور داشتم که مراقب پارتیزان‌ها باشم و تسلیم نشوم.»

## کتاب
ورنر هرتسوگ کارگردان و فیلم‌نامه‌نویس آلمانی نخستین رمانش به نام جهان تاریک‌روشن (به انگلیسی: The Twilight World) را که در سال ۲۰۲۲ منتشر کرد به روایت داستانی زندگی او اختصاص داد. این رمان را به فارسی نشر کراسه با ترجمه‌ی ابراهیم عامل محرابی منتشر کرده است.